# راؤول مارتين
راؤول مارتين (بالإسبانية: Raúl Martín Rodríguez)‏ (16 أغسطس 1979 بإشبيلية في إسبانيا - ) هو لاعب كرة قدم إسباني في مركز الوسط. لعب مع ريال مايوركا ونادي إلتشي ونادي جيرونا.